# Alina Horjea
Alina Horjea (n. Braniște, n. 11 ianuarie 1981, Buzău, România) este o handbalistă din România care joacă pentru SCM Gloria Buzău pe postul de intermediar stânga. Ea s-a transferat la echipa brăileană în ianuarie 2012, după ce HC Oțelul Galați, clubul la care era legitimată, nu i-a mai putut plăti salariul din cauza problemelor financiare.
În total, Horjea a evoluat pentru loturile de junioare, tineret și senioare ale reprezentativei României în 38 de partide, în care a înscris 106 goluri.
Alina Horjea are o soră, Daniela Braniște, cu care a fost colegă de club la HC Dunărea Brăila și HC Oțelul Galați.

## Palmares
- Cupa Cupelor EHF
  - Sfert-finalistă: 2000

- Cupa EHF
  - Semifinalistă: 1998

- Cupa Challenge
  - Semifinalistă: 2008
  - Sfert-finalistă: 2005